# Gymnochroma plagiata
Gymnochroma plagiata är en fjärilsart som beskrevs av Rothschild 1913. Gymnochroma plagiata ingår i släktet Gymnochroma och familjen björnspinnare. Inga underarter finns listade i Catalogue of Life.